# Columbus, Dakota de Nord
Columbus este o localitate urbană în comitatul Burke, Dakota de Nord, Statele Unite ale Americii. Populația localității fusese de 151 de locuitori la recensământul din 2000. Orașul este amplasat la altitudinea de 589 m deasupra n.m. și se întinde pe o suprafață de 0.7 km2. Columbus a fost fondat în 1906. Localitatea a fost unită cu Larson aflat în apropiere, unirea fiind denumită zona Columbus-Larson.